# Antoine de Roquelaure
Antoine de Roquelaure, francoski državnik, maršal, * 1544, † 1622, Lectoure (Gaskonja).
1. 1 2  SNAC — 2010.
2. 1 2  Faceted Application of Subject Terminology
3. ↑  Leo van de Pas Genealogics — 2003.